# Carbaldrat
Carbaldrate (dihydroxyal nhôm natri cacbonat) là một thuốc kháng axit.